# Трумэн, Гарри
Га́рри С. Тру́мэн (англ. Harry S. Truman; 8 мая 1884; Ламар, штат Миссури, США — 26 декабря 1972, Канзас-Сити, штат Миссури, США) — американский государственный и политический деятель, 33-й президент США (1945—1953), 34-й вице-президент США (1945) и член Сената США от штата Миссури (1935—1945) от Демократической партии. Продолжил социально-экономические реформы в духе «Нового курса» своего предшественника Франклина Рузвельта. С его именем также связано начало Холодной войны. Полковник запаса (1932).
Трумэн родился в фермерской семье в штате Миссури. Служил в Национальной гвардии штата Миссури в 1905—1911 годах, а в 1917—1919 служил в сухопутных войсках армии США, где в звании капитана, был командиром артиллерийской батареи во времена участии его страны в Первой мировой войне на Западном фронте. После войны безуспешно занимался бизнесом, не окончил образование бакалавра права, но стал судьей (1922—1924), а позже и председателем суда округа Джэксон в родном штате (1926—1934).
При поддержке председателя Демократической партии США в Миссури Тома Пендергаста, в 1934 году победил на выборах и стал членом Сената США от штата Миссури в 1935 году, где переизбрался в 1940 году и занимал должность до 1945. Особенно запомнился активной борьбой с коррупцией в военных ведомствах США во время Второй мировой войны. В 1944 году был номинирован Демократической партией на пост вице-президента США в паре с президентом Франклином Делано Рузвельтом, который победил на выборах 1944 года и оба заняли должности в январе 1945 года.
12 апреля 1945 года после кончины Рузвельта, занял президентский пост. Успешно для США завершил Вторую мировую войну. Трумэн принял историческое решение о применении атомного оружия против Японии в августе 1945 года, целесообразность которого является дискуссионным вопросом. Подписал Закон Люс-Селлера (1946), впервые позволяющий иммигрантам стать гражданами США, инициатор Доктрины Трумэна (1947) и один из инициаторов Плана Маршалла (1948), продолжил эгалитарную велферистскую экономическую политику Рузвельта, поддержал образование Израиля, которому предоставил оружие для защиты от арабской интервенции (1948). В 1948 году неожиданно победил на президентских выборах и продолжил своё президентство во втором сроке. Подписал Закон Смита — Мундта (1948), противостоял расистской сегрегации в США, поддержал и повлиял на создание НАТО (1949); при Трумэне США начали бороться с распространением коммунизма и начали гибридную войну с СССР и другими коммунистическими режимами, вследствие чего, поддержал Южную Корею в Корейской войне. Дважды Человек года по версии Time (1945, 1948).
После окончания президентства в 1953 году ушёл на пенсию, начал писать мемуары и основал свою библиотеку. Большую часть жизни был масоном. Умер в 1972 году в столице Миссури Канзас-Сити. Американскими историками считается одним из самых успешных президентов в истории США XX века.

## Биография

### Ранние годы
Родился 8 мая 1884 года в городе Ламар, штат Миссури в семье фермера Джона Андерсона Трумэна (1851—1914) и Марты Эллен Трумэн (1852—1947). Получил имя в честь своего дяди по материнской линии, Харрисона «Гарри» Янга. Следующий далее инициал «S» не является аббревиатурой ни одного конкретного имени. Вероятно, он использован, чтобы почтить память обоих его дедов, Андерсона Шиппа Трумэна и Соломона Янга, что в то время было довольно распространенной практикой на Юге США. Гарри был старшим ребёнком. У него были брат Джон Вивиан (1886—1965) и сестра Мэри Джейн (1889—1978).
Семья несколько раз переезжала с места на место, а в 1890 году поселилась в городе Индепенденс, штат Миссури. В 1892 году Гарри пошёл в школу, увлекался музыкой, чтением и историей. Окончив школу, он поступил в колледж, но, проучившись всего один семестр, был вынужден бросить учёбу и искать себе работу. Он сменил много разных занятий — работал на железной дороге, в редакции, банковским клерком, сельскохозяйственным рабочим.
Трумэн в семь лет научился играть на фортепиано. Он вставал в пять часов утра, чтобы заниматься игрой на фортепиано, и до пятнадцати лет упражнялся в игре более двух раз в неделю, став довольно искусным пианистом.
Трумэн — единственный президент после Уильяма Мак-Кинли (избранного в 1896 году), который не получил высшего образования. Тогда как его товарищи по школе в 1901 году поступили в университет, он пошёл в местную школу бизнеса, но проучился только семестр. В 1902 году Трумэн пытался поступить в военную академию в Вест-Пойнте, но его не приняли из-за плохого зрения.
В дополнение к краткому посещению бизнес-колледжа с 1923 по 1925 год он посещал вечерние курсы, чтобы получить степень бакалавра права в юридической школе Канзас-Сити (ныне Юридическая школа Университета Миссури-Канзас-Сити, но бросил учёбу после поражения на переизбрании судьей округа. Однако несмотря на отсутствие высшего образования, Трумэн слыл весьма начитанным человеком.

### Первая мировая война и военная карьера

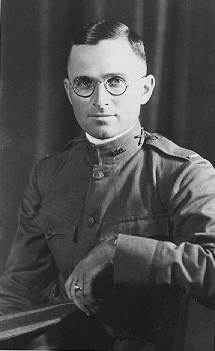
Лейтенант Трумэн. 1917

Несмотря на то, что из-за слабого зрения Трумэна не приняли в военную академию, в 1905 году он записался в Национальную гвардию штата Миссури, ухитрившись на медосмотре обмануть врачей, и за шесть лет дослужился на артиллерийской батарее в Канзас-Сити до капрала. Когда в 1917 году США вступили в Первую мировую войну, Трумэн вернулся на службу в Национальную гвардию, получив своё первое офицерское звание.
Перед отправкой во Францию прошёл дополнительную подготовку на базе Форт-Силл в штате Оклахома. В середине 1918 года в составе экспедиционного корпуса был переброшен в Европу. Командовал артиллерийской батареей 129-го полка полевой артиллерии 60-й бригады 35-й пехотной дивизии. Участвовал в боях в Вогезах, в Сен-Миельской операции и в сражениях в Аргоннском лесу. Пока Трумэн командовал батареей, ни один его солдат не погиб. Впоследствии он гордился своей службой в артиллерии в ходе Большой войны.
После демобилизации в апреле 1919 года женился на Элизабет Уоллес Ферман. Занялся бизнесом (основал галантарею), но разорился во время кризиса 1922 года.
6 мая 1919 года Трумэн был с честью уволен из армии в звании капитана. В 1920 году он получил звание майора запаса, в 1925 году — подполковника запаса, а в 1932 году — полковника запаса.

### Окружной судья
Начало политической карьеры Гарри Трумэна тесно связано с именем Тома Пендергаста, мэра Канзас-сити и руководителя аппарата Демократической партии в штате Миссури. Опираясь на его поддержку, а также благодаря популярности среди ветеранов Первой мировой войны, Трумэн в 1922 году был избран судьёй округа Джэксон. В 1924 году не смог переизбраться, зато в 1926 году стал председателем суда округа.

### Член Сената США
Проработав на этом посту два срока, в 1934 году, вновь благодаря поддержке Пендергаста, Трумэн был избран членом сената США. Пендергаст неохотно поддержал его в качестве избранника на выборах от Демократической партии в Сенат США в Миссури в 1934 году, после того, как первые четыре кандидата отказались баллотироваться. На выборах Трумэн победил действующего республиканца Роско Паттерсона почти на 20 процентных пунктов в продолжающейся волне Нового курса, избранных во время Великой депрессии. В январе 1935 года стал на пост сенатора. Несмотря на сомнительную репутацию, которой он поначалу пользовался, поскольку был обязан избранием коррумпированному партийному боссу, Трумэн быстро завоевал авторитет благодаря добросовестному исполнению своих обязанностей и дружеским отношениям с коллегами. Трумэн поддержал «Новый курс» Франклина Рузвельта. Во время выборов в Сенат США в 1940 году несмотря на то, что Трумэн был политически ослаблен когда Пендергаст находился под стражей в тюрьме за уклонение от налога на прибыль, он (с трудом) победил республиканца Манвела Дэвиса в соотношении 51—49 %. Поддержка лидером Демократической партии в штате Мисиссипи Робертом Э. Ханнеганом Трумэна оказалась решающей.
В годы Второй мировой войны приобрёл общенациональную известность как председатель сенатского комитета, расследовавшего ход выполнения Национальной программы обороны; комитет выявил факты неэффективного использования государственных средств и коррупции при заключении военных контрактов. Создать такой комитет была личная инициатива Трумэна, который убедил лидеров Сената необходимости такой идеи, что отражало требования самого Трумэна к честному и эффективному управлению. Трумэну поручили возглавить комитет, его деятельность вызывала широкую огласку в средствах массовой информации, и принесла ему позитивную репутацию на национальном уровне. В марте 1944 года Трумэн вышел на Манхэттенский проект, не зная что именно это такое, но, поскольку, он был дорогостоящим, проект привлек внимание к проверке на наличие коррупции, против которой Трумэн боролся. Однако военный министр Генри Стимсон убедил его прекратить расследование. Сообщается, что комитет сэкономил около 15 миллиардов долларов (что эквивалентно 230 миллиардам долларов в 2022 году), а благодаря своей деятельности Трумэн в ноябре 1944 оказался на обложке журнала Time.

Известно изречение Трумэна, которое он сделал через несколько дней после нападения гитлеровской Германии на Советский Союз, опубликованное в газете «Нью Йорк Таймс» от 24 июня 1941 года:
Если мы увидим, что побеждает Германия, мы должны помочь России, если побеждает Россия, мы должны помочь Германии и, таким образом, позволить им убивать как можно больше, хотя я не хочу, чтобы Гитлер победил ни при каких обстоятельствах. Никто из них не задумывается о своём обещанном слове.
Оригинальный текст (англ.)If we see that Germany wins, we should help Russia, if Russia wins, we should help Germany, and so let them kill as much as possible, although I do not want to see Hitler victorious under any circumstances. Neither of them think anything of their pledged word.
Эта цитата без последней части позже использовалась советской, а впоследствии российской пропагандой, что придало ей искажённый антисоветский смысл. 

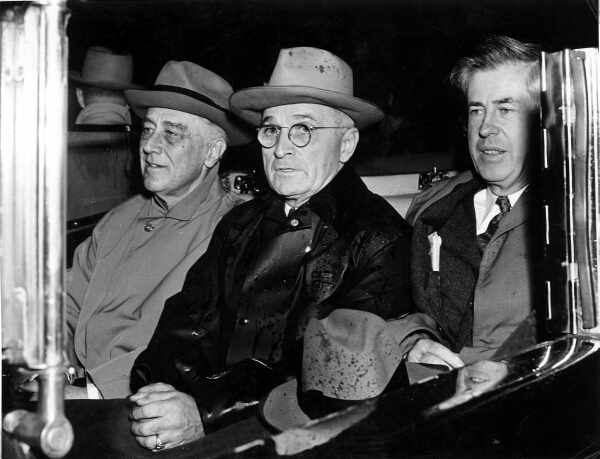
Рузвельт, Трумэн и Уоллес. Ноябрь 1944

В начале 1944 года Ханниган занял пост председателя Национального комитета Демократической партии, и это сыграло существенную роль в дальнейшей политической карьере Трумэна. У Рузвельта было плохое здоровье, а действующий вице-президент Генри Уоллес имел репутацию слишком левого деятеля, лидерам демократов не хотелось видеть его президентом в случаи смерти Рузвельта. Перед проходившими в том же году президентскими праймериз демократов, после внутренных дискуссий, в ходе которых Рузвельт отверг кандидатов в вице-президенты, предложенных ему лидерами демократов, Ханниган предложил кандидатуру Трумэна. Его репутация, как честного и добросовестного политика, положительно оценивалась Рузвельтом и Трумэн был выдвинут кандидатом в вице-президенты в паре с действующим президентом Франклином Д. Рузвельтом, выставлявшим свою кандидатуру уже на четвёртый срок.

### Вице-президент (1945)
Президентские выборы 1944 года завершились убедительной победой пары Рузвельт—Трумэн.
После вступления в должность вице-президента 20 января 1945 года Трумэн позвонил матери, и та сказала ему: «Теперь ты веди себя прилично». При этом за 82 дня вице-президентства, начавшегося 20 января 1945 года, Трумэн встречался с Рузвельтом всего два раза; к решению ключевых внешнеполитических вопросов его не привлекали. Не знал он и о проекте создания атомной бомбы.
После внезапной кончины Рузвельта 12 апреля 1945 года в соответствии с конституцией США Трумэн занял президентский пост.

### Первый президентский срок (1945—1949)
Практически с первых же дней на президентском посту Трумэн приступил к пересмотру одного из основополагающих элементов внешней политики Рузвельта — союзнических отношений с СССР, поскольку испытывал недоверие к Сталину. Трумэн и его советники рассматривали действия СССР в Восточной Европе как агрессивный экспансионизм, несовместимый с соглашениями, заключёнными в Ялте.

#### Конец Второй мировой войны

Клемент Эттли, Трумэн и Иосиф Сталин на Потсдамской конференции. 1945

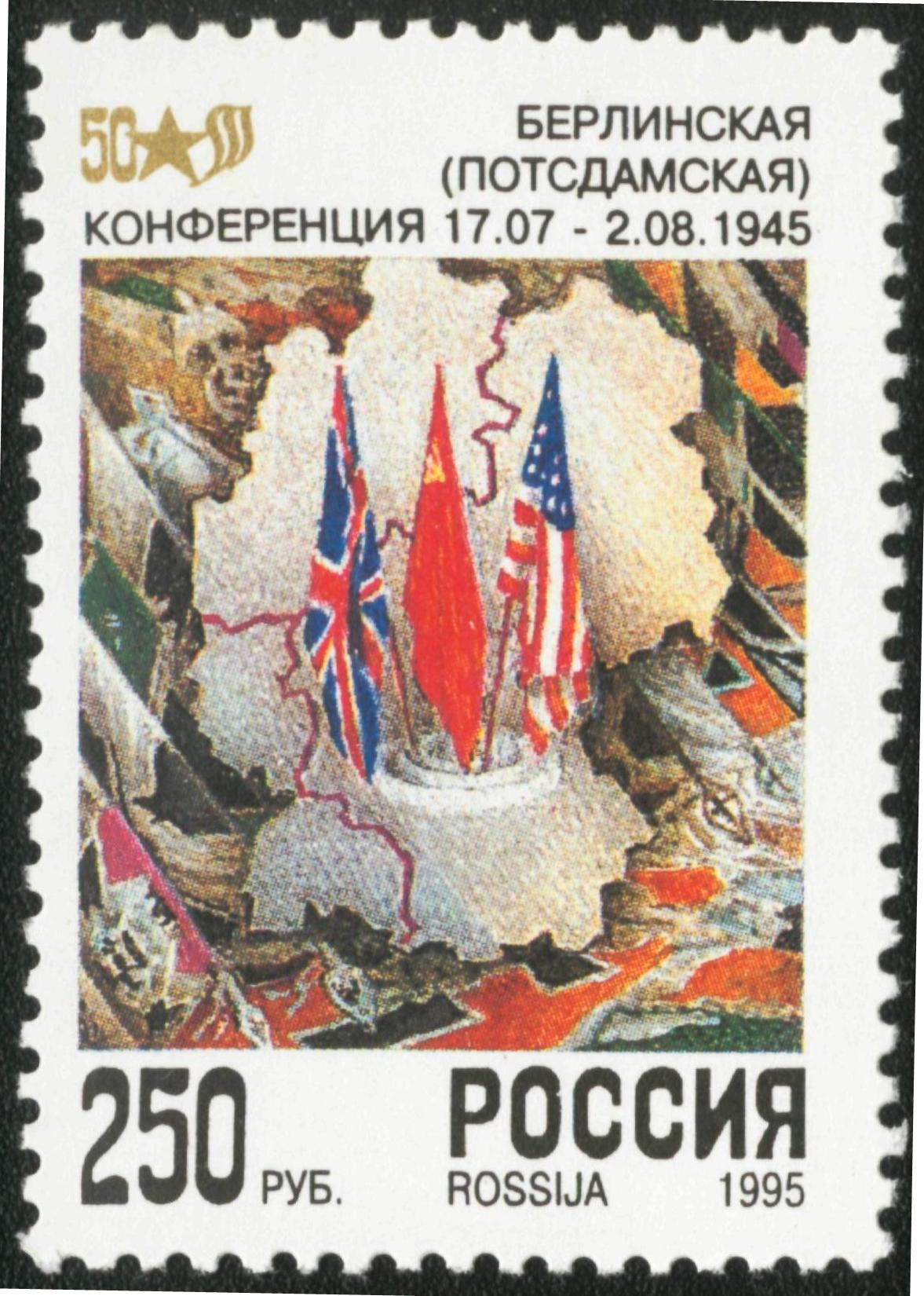
Почтовая марка России: Берлинская (Потсдамская) конференция. 1995

Первоочерёдными задачами, вставшими перед Трумэном, оказались завершение Второй мировой войны и послевоенное урегулирование. После капитуляции Германии Трумэн принял участие в Потсдамской конференции (17 июля — 2 августа 1945 года), установившей основные параметры послевоенного развития Европы.
Трумэн считал, что Рузвельт на конференции в Ялте пошёл на слишком большие уступки Сталину. Возникли разногласия по поводу освобождения Европы и особенно Восточной Европы. 24 июля Трумэн уведомил Сталина, что США создали атомную бомбу, не говоря об этом прямо.
В своём потсдамском дневнике президент писал: «Мы разработали самое ужасное оружие в истории человечества… Это оружие будет применено против Японии… так, чтобы военные объекты, солдаты и моряки были целями, а не женщины и дети. Даже если японцы дикие — беспощадны, жестоки и фанатичны, то мы, как руководители мира, для общего блага не можем сбросить эту ужасную бомбу ни на старую, ни на новую столицу».
Летом 1945 года Комитет начальников штабов вооружённых сил предложил использовать атомные бомбы против Японии. Трумэн отверг предложение; его ужасала сама мысль, что оружие такой колоссальной разрушительной силы может быть вообще применено когда-нибудь в реальных условиях военного конфликта. Однако военные эксперты ознакомили президента с неблагоприятным прогнозом дальнейшего ведения боевых действий на Японских островах. По осторожным оценкам, в случае, если США примут решение высадиться на острова, сопротивление японской армии резко усилится, из патриотических побуждений её поддержит гражданское население. Война продлится ещё не менее года. Расчётные потери армии США составят около 1 млн только погибшими. С моральной и политической точек зрения, это приведёт к резкому падению популярности Трумэна среди избирателей; президенту не простят гибели такого значительного числа американских солдат и офицеров. После некоторых колебаний Трумэн санкционировал применение атомного оружия — на заключительном этапе войны.
В августе 1945 года Трумэн согласился с предложением военных осуществить атомные бомбардировки японских городов Хиросима и Нагасаки. Своё решение президент США обосновал тем, что атомная бомбардировка Островов заставит Японию выйти из войны, и это сохранит сотни тысяч жизней как американцев, так и японцев. Лишь после этого войска США оккупировали Японию, и японский император Хирохито предложил прекратить боевые действия, выработать условия капитуляции и заключить мир.

Вечером 6 августа 1945 года после сброса ядерной бомбы на Хиросиму Трумэн выступил с обращением к американскому народу:
Мы сейчас готовы уничтожить, ещё быстрее и полнее, чем раньше, все наземные производственные мощности японцев в любом городе. Мы уничтожим их доки, фабрики и их коммуникации. Пусть не будет никакого недопонимания — мы полностью уничтожим способность Японии вести войну.
Именно с целью предотвратить разрушение Японии был выпущен ультиматум от 26 июля в Потсдаме. Их руководство немедленно отвергло его условия. Если они не примут сейчас наши условия, пусть ожидают дождь разрушений с воздуха, подобного которому ещё не было на этой планете.

В 1948 году Трумэн заявил:
Как Президент Соединенных Штатов, я имел судьбоносную ответственность решить, применять или нет это оружие впервые. Это было самое трудное решение, которое мне приходилось принимать. Но Президент не может уклоняться от тяжёлых проблем — он не может переложить ответственность. Я принял это решение после обсуждения с самыми способными людьми в нашем правительстве и после долгих размышлений с молитвой. Я решил, что бомбу следует использовать, чтобы быстро закончить войну и спасти бесчисленное количество жизней — как японцев, так и американцев.
25 октября 1945 года в Овальном кабинете, уже после капитуляции Японии и окончания Второй мировой войны, Трумэн встретился с руководителем Манхэттенского проекта по научной части Робертом Оппенгеймером, который уже успел найти славу как «отец первой ядерной бомбы». С ним президент обсудил масштабы применения ядерного оружия, его оценку событиям, военно-политические и моральные последствия. Трумэн знал его как красноречивого и харизматичного деятеля и был заинтригован возможностью встретиться со знаменитым физиком лицом к лицу. Предположительно, на этой встрече, Оппенгеймер, сказал президенту что после атомных бомбардировок японских городов он и его коллеги ощущают «кровь на своих руках» на что Трумэн ответил: «Ничего, это легко смывается водой».

#### Холодная война
После войны отношения между СССР и США стали ухудшаться. 5 марта 1946 года пребывавший в США Уинстон Черчилль получил приглашение Вестминстерского колледжа в Фултоне прочитать лекцию о «мировых делах». Черчилль выставил условие, что Трумэн должен сопровождать его в Фултон и присутствовать при речи, которую он произнесёт.
12 марта 1947 года Трумэн провозгласил свою доктрину, которая предполагала помощь Турции и Греции для того, чтобы спасти их от «международного коммунизма». Это было одним из ключевых событий начала холодной войны.

В 1947 году был разработан план Маршалла, который предполагал восстановление экономики европейских стран на условиях вывода из правительств представителей левых партий, кредитования закупок преимущественно американских товаров и оружия, отказа от приобретения продукции стран Восточной Европы и СССР (так, Франция не могла импортировать польский уголь по цене 12 долларов за тонну, и должна была ввозить американский уголь по цене примерно 20 долларов). В программе участвовали 17 стран. План реконструкции, выработанный на встрече участников европейских государств, был обнародован 5 июня 1947 года. План действовал четыре года, начиная с апреля 1948 года. Во время этого периода 13 миллиардов долларов экономической и технической помощи было выделено, чтобы помочь восстановлению европейских стран, объединившихся в Организацию Европейского Экономического Сотрудничества.

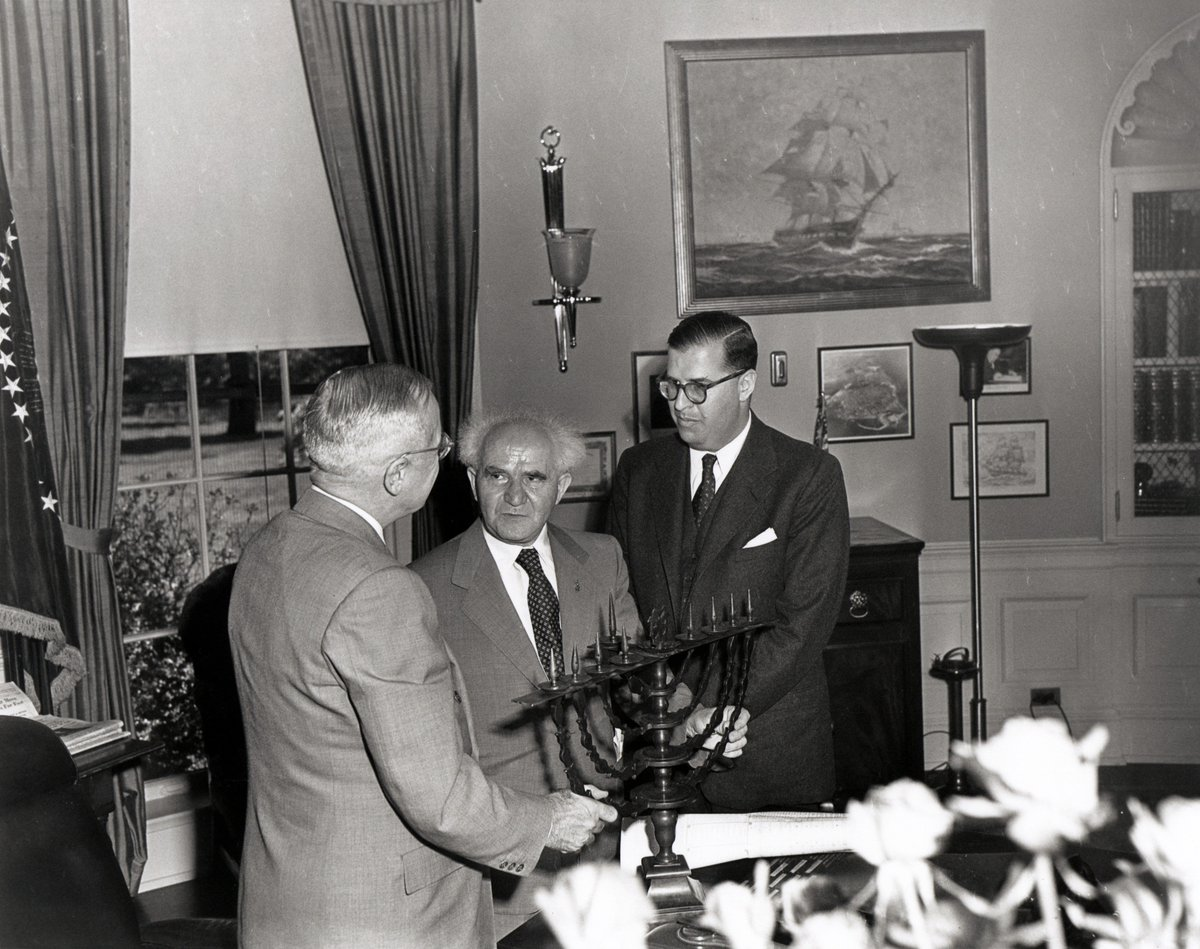
Трумэн принимает в Вашингтоне премьер-министра Израиля Давида Бен-Гуриона, справа — Абба Эвен, посол государства Израиль в США. 5 августа 1951

Трумэн был сторонником создания военного блока НАТО. Он предлагал это сделать для того, чтобы остановить экспансию Советского Союза в Европе. 4 апреля 1949 года США, Канада и ряд европейских стран подписали договор о создании нового военного альянса. В 1952 году в блок вступили Греция и Турция.

Трумэн признал Государство Израиль 14 мая 1948 года, через одиннадцать минут после того, как оно провозгласило свою независимость. Именно Трумэн сыграл решающую личную роль в признании США еврейского государства. О своём решении признать Израиль Трумэн сказал в одном из интервью много лет спустя:
Гитлер убивал евреев направо и налево. Я видел это, и кошмарные сны преследуют меня по сей день. Евреям нужно было какое-то место, куда они могли пойти. Я считаю, что американское правительство не могло стоять в стороне, пока жертвам безумия Гитлера не позволяли строить новые жизни.
Оригинальный текст (англ.)Hitler had been murdering Jews right and left. I saw it, and I dream about it even to this day. The Jews needed some place where they could go. It is my attitude that the American government couldn’t stand idly by while the victims [of] Hitler’s madness are not allowed to build new lives.

#### Внутренная политика
См. также: Доктрина Трумэна
В 1946 году подписал Закон Люс-Селлера, который предоставил квоту в размере 100 филиппинцев и 100 индусов для иммиграции в Соединённые Штаты в год, что впервые позволило этим людям натурализоваться в качестве американских граждан. Став гражданами, эти новые американцы могли зарегистрировать собственность на своё имя и даже ходатайствовать за своих ближайших родственников из-за границы.
В период президентства Трумэна оставались напряжёнными отношения с профсоюзами. В 1947 году был принят закон Тафта-Хартли, существенно ограничивающий право на забастовку. В том же году Трумэн предпринимает первые попытки расовой десегрегации, что вызывает раскол в Демократической партии и появление группы диксикратов. Была принята программа обеспечения безопасности страны, в сенате влиянием пользовался Джозеф Маккарти, который считал, что коммунисты проникли в правительство, что привело к значительному ущемлению гражданских прав и свобод и травле коммунистов (маккартизм).
В 1948 году Трумэн представил программу «Справедливый курс», которая предусматривала контроль цен, кредитов, промышленных продуктов, экспорта, зарплат и квартирных плат. Однако Конгресс контролировался республиканцами, которые были против этого. На протяжении своего срока он противостоял Конгрессу и накладывал вето, если что-то казалось ему неправильным. Концепция доктрины Трумэна эволюционно пришла на смену концепции доктрины Монро (президента США с 1817 по 1825 год). Доктрина Монро постулировала изоляционизм как высшую черту политики последующего периода. На практике это означало, что США намекали Великобритании о недопустимости вмешиваться во внутренние дела молодых, только что созданных государств. Из этой концепции следовало, что США обращали внимание в основном на внутреннее развитие, чем на внешнее.
Во времена Трумэна концепция Монро уже не удовлетворяла амбиций правящих классов, поскольку США по результатам Второй мировой войны (1939—1945) обрели мощь как экономическая супердержава. Суть концепции: вмешательство во внутренние дела государств с целью противодействия коммунистической угрозе, поскольку от падения демократического режима страдали, якобы, интересы США.

### Второй президентский срок (1949—1953)
В ноябре 1948 года, на следующих президентских выборах, Трумэн с трудом смог выдвинуть свою кандидатуру и победить в праймериз демократов, и, что стало одной из самих больших неожиданностей в истории выборов в США в XX веке, победить в голосовании, обойдя республиканца Томаса Дьюи, которому большинство прогнозов отдавали победу. Трумэн победил в 26 штатах США (включая Иллинойс, Калифорнию, Техас и Флориду) с 48-ми, набрав 53 % голосов избирателей и 303 голосов (49,6 %) выборщиков.

#### Разрастание холодной войны
1 октября 1949 года Мао Цзэдун провозгласил Китайскую Народную Республику. Свергнутый Чан Кайши бежал на остров Тайвань под прикрытием войск США. С их ведома Тайвань устраивал военные налёты на китайские города, пока в районе города Шанхай не была размещена советская группировка ВВС.
В 1945 году Хо Ши Мин во Вьетнаме провозгласил на освобождённой территории независимую Демократическую Республику Вьетнам (ДРВ). Однако Франция начала колониальную войну против Вьетнама. После того как в 1950 году ДРВ была официально признана СССР и Китаем, США начали оказывать значительную военно-экономическую помощь Франции. В 1950 году Франции было выделено 10 млн долларов, в 1951 — ещё 150 млн долларов.

#### Война в Корее

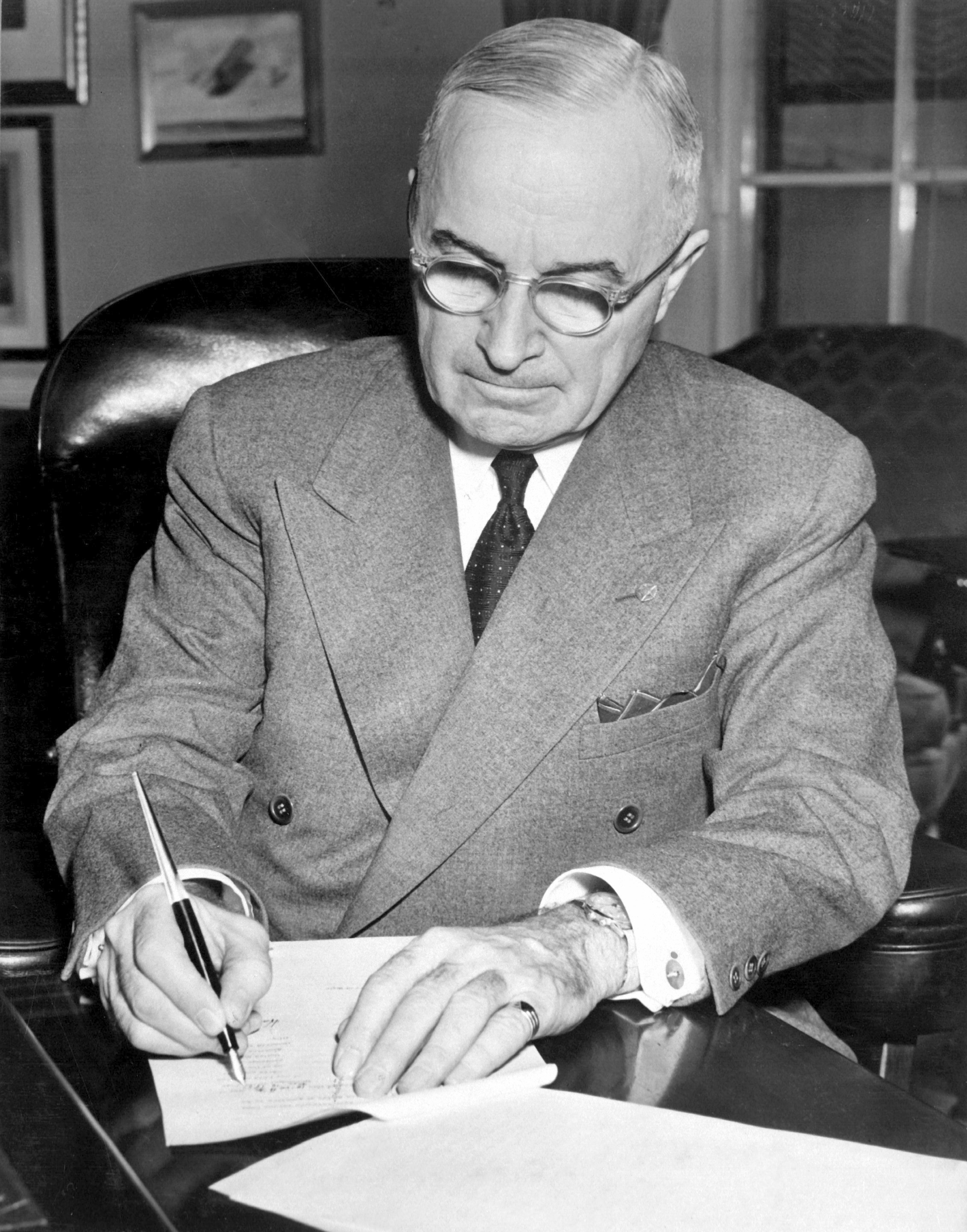
Трумэн подписывает прокламацию о введении в США чрезвычайного положения в связи с событиями в Корее. 16 декабря 1950

25 июня 1950 года северокорейская армия начала наступление на Южную Корею. Практически сразу в войну вмешались США, сумев заручиться при этом поддержкой ООН. Понеся тяжёлые поражения в первый месяц, американские войска в дальнейшем сумели остановить продвижение северокорейцев, а в сентябре — начать успешное контрнаступление. От полного уничтожения КНДР была спасена Китаем, отправившем ей на помощь значительные военные силы. После новой серии поражений войск ООН линия фронта стабилизировалась, и в Корее началась позиционная война.
Корейская война длилась 3 года. Она стала одним из важнейших событий во внешней политике США первой половины 1950-х годов. Её затягивание и ставшая очевидной к 1952 году бесплодность самым негативным образом отразились на политическом рейтинге Трумэна, не баллотировавшегося на очередных президентских выборах. Победа на них кандидата от республиканцев Дуайта Эйзенхауэра в 1952 году была во многом обусловлена его обещаниями прекратить боевые действия в Корее.
11 апреля 1951 года Трумэн освободил главнокомандующего американскими войсками Дугласа Макартура от командования за то, что тот сделал заявления о необходимости применения ядерного оружия против Китая, что шло вразрез с политикой администрации президента. Комитеты Сената по вооружённым силам и международным отношениям провели совместное расследование военной ситуации и обстоятельств, сопутствовавших отставке Макартура, и пришли к следующему заключению: «Смещение генерала Макартура было в рамках конституционных полномочий президента, но обстоятельства повергли национальную гордость в шок».
Трумэн не доверял кадровым военным и избрал двух национальных гвардейцев Гарри Вогэна и Луиса Ренфроу своими помощниками по военным делам. Трумэн однажды заметил, что не понимает, как армия США могла «породить таких людей как Роберт Ли, Джон Першинг, Эйзенхауэр и Брэдли и в то же время порождать таких людей как Кастер, Паттон и Дуглас Макартур».
В связи с Корейской войной Трумэн остался в истории США как президент, имевший один из самых низких рейтингов во время пребывания на посту (22 % в феврале 1952).

#### Покушение
1 ноября 1950 года двое пуэрториканцев, Гриселио Торресола и Оскар Кольясо, пытались убить Трумэна в его собственном доме. Однако они не смогли проникнуть туда — Торресола был убит, а Кольясо ранен и арестован. Последний был приговорён к смертной казни на электрическом стуле, однако в последний момент Трумэн помиловал его, заменив казнь пожизненным заключением (амнистирован Джимми Картером в 1979 году, умер в 1994 году).

### После президентства
Трумэн не выдвигал свою кандидатуру на выборах 1952 года ввиду низкого рейтинга и большой усталости. По окончании второго президентского срока в январе 1953 года он вместе с женой переехал в Индепенденс. Президентом страны стал Дуайт Эйзенхауэр. В 1957 году в Индепенденсе Трумэн открыл свою библиотеку. В 1963 году президентом стал демократ Линдон Джонсон, который осуществил многие планы Трумэна.
В своих мемуарах Трумэн продолжал решительно защищать своё решение ядерного удара по японским городам, утверждая, что много жизней могло бы быть потеряно, если бы Соединенные Штаты вторглись в материковую Японию без атомных бомб. В 1963 году он поддержал своё решение, сказав журналисту: «Это было сделано, чтобы спасти 125 000 молодых людей со стороны США и 125 000 с японской стороны от гибели, и это то, что удалось. Вероятно, это также спасло полмиллиона молодых людей с обеих сторон от увечья на всю жизнь».
Трумэн поддержал подписанный в 1965 году президентом-демократом Линдоном Джонсоном закон о федеральной программе медицинского страхования Medicare. В том же году в Президентской библиотеке и музее Гарри С. Трумэна Джонсон и вручил первые две карты Medicare Трумэну и его жене Бесс в знак уважения к борьбе бывшего президента за государственное здравоохранение во время его пребывания у власти.

### Смерть
Гарри Трумэн скончался от пневмонии в 7 часов 50 минут утра 26 декабря 1972 года в Канзас-Сити. Его жена Бесс избрала простую частную панихиду в библиотеке вместо государственных похорон в Вашингтоне.
Похоронен во дворе Библиотеки Гарри Трумэна. Через неделю после похорон иностранные чиновники и вашингтонские чиновники (в том числе, президент Ричард Никсон, первая леди Пэт Никсон, бывший президент Линдон Джонсон и вице-президент Спиро Агню) посетили поминальную службу в Вашингтонском национальном соборе.

## В масонстве

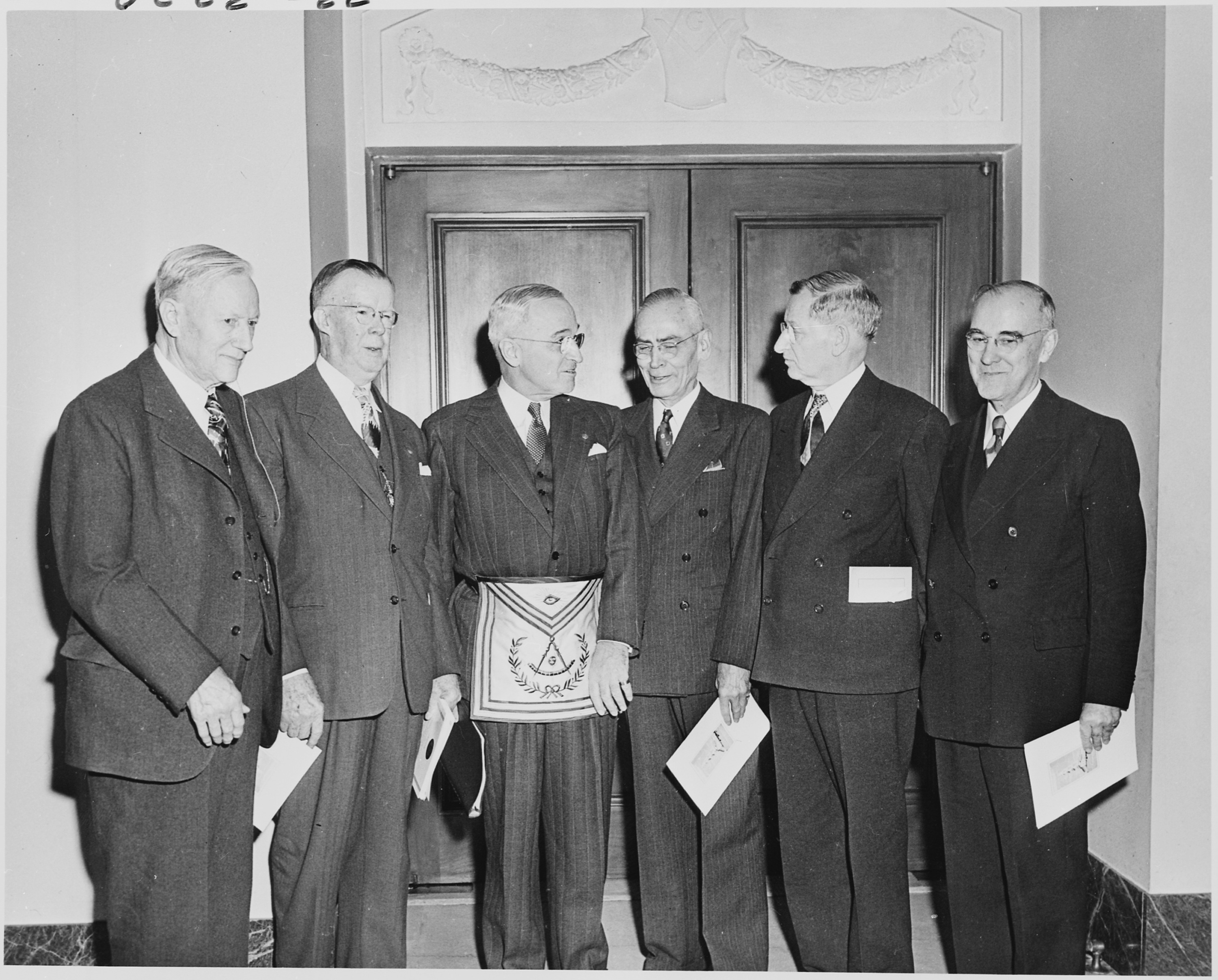
Президент США Гарри Трумэн в масонском облачении. 22 февраля 1950

9 февраля 1909 года Гарри Трумэн был посвящён в масонской ложе «Белтон», штат Миссури. В 1911 году принял участие в учреждении ложи «Грендвью», где стал её первым досточтимым мастером.
В сентябре 1940 года, во время своей предвыборной кампании в сенат, был избран великим мастером Великой ложи Миссури. Позже сказал, что «масонские выборы принесли уверенность в его победе на всеобщих выборах».
В 1945 году был возведён в 33° Древнего и принятого шотландского устава и стал почётным членом верховного совета юрисдикции в Вашингтоне при Верховном совете южной юрисдикции.
В 1959 году был удостоен почётной награды в честь 50-летнего служения масонскому ордену.

## Личная жизнь и взгляды

### Семья

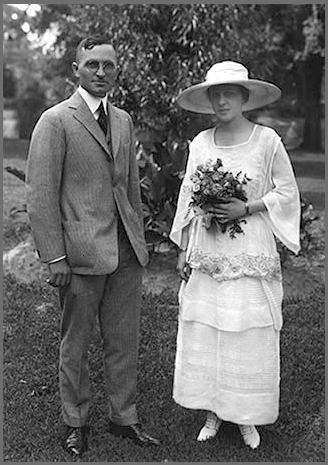
Гарри Трумэн с Элизабет Вирджинией (Трумэн) в день их свадьбы 28 июня 1919

После военной службы Трумэн вернулся в Индепенденс, где 28 июня 1919 года женился на Элизабет (Бесс) Уоллес (Трумэн). C Элизабет Трумэн познакомился в пресвитерианской воскресной школе, в 1890 году, когда Гарри было 6, а Бесс — 5 лет. За всю президентскую карьеру мужа, Бесс дала только одну пресс-конференцию и то, после многочисленных запросов СМИ и получила за неё прозвище «Бесс без комментариев». Элизабет вначале карьеры мужа (1919—1922) работала менеджером по работе с клиентами и обеспечивала доход на уровне дохода мужа в семье, а когда Гарри стал судьей (1922—1924, 1926—1934), работала у него помощником, но, позже никем не работала, политикой интересовалась редко, но сопровождала мужа во всех его поездках как вторая леди, а позже, и первая леди США.

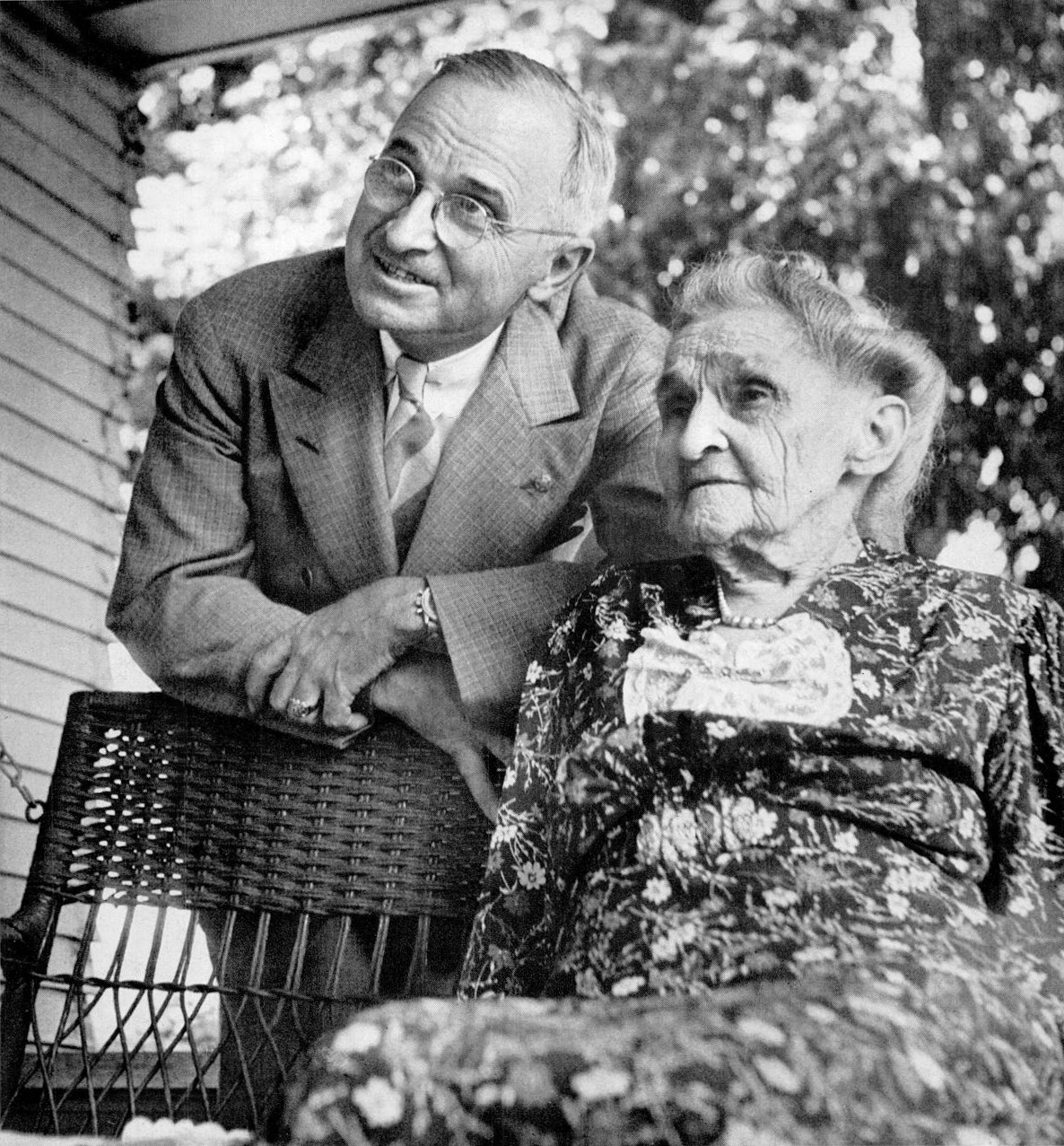
Трумэн с матерью Мартой Эллен Янг Трумэн после выдвижения кандидатом на пост вице-президента. Июль 1944

У пары родилась дочь Мэри Маргарет Трумэн (1924—2008), писательница, которой принадлежат 32 книги, в том числе, 23 романа, написанных в жанре детектива; жена Клифтона Дэниела, исполнительного редактора газеты The New York Times, родила от него четверых сыновей.

### Политические взгляды
Гарри Трумэн в целом был типичным демократом — левоцентристом в экономике (поддерживал государственное регулирование экономики и финансов, то есть умеренный этатизм) и достаточно либеральным для того времени в социально-политических вопросах (поддерживал права женщин и афроамериканцев). Его взгляды можно также охарактеризовать как социал-либеральные, прогрессивистские и поддерживающие идею социального государства (велферизм). Трумэн на посту сенатора поддержал социально и экономически эгалитарный «Новый курс» Рузвельта.
Трумэн поддерживал Движение за гражданские права чернокожих в США во время своего президентства, выступающие за равные права афроамериканцев c белыми американцами. Историки Дональд Р. Маккой и Ричард Т. Рюттен пишут, что Трумэн «был первым президентом, имевшим программу гражданских прав, первым, кто попытался разобраться с основными проблемами меньшинств, и первым, кто решительно и последовательно осудил наличие дискриминации и неравенства в Америке». В феврале 1948 года президент представил Конгрессу программу гражданских прав, в которой предлагалось создать несколько федеральных ведомств, занимающихся такими вопросами, как избирательные права и справедливая практика трудоустройства. Трумэн назначил цветных на высокие руководящие должности в исполнительной и судебной ветвях власти.
Несмотря на это, Трумэн критиковал движение за гражданские права. В 1960 году он заявил, что считает сидячую забастовку частью «советского заговора». В ответ на это заявление Мартин Лютер Кинг-младший написал Трумэну письмо, в котором заявил, что он «сбит с толку» обвинением, и потребовал публичных извинений.
В 1965 году Трумэн поддержал начатые ещё при его каденции социальные медицинские реформы Линдона Джонсона для малоимущих и пенсионеров.

### Религиозные взгляды
Трумэн воспитывался в пресвитерианской и баптистской церквях, в 1902 году, когда ему было 18 лет, крестился в баптистской церкви и был членом Южной баптистской конвенции, а на инаугурации в 1949 году (после выборов 1948 года) сразу после присяги демонстративно поцеловал Библию.
Несмотря на то что состоял членом баптисткой церкви, не часто посещал богослужения, не был фундаменталистом и избегал популярные в США после Второй мировой войны «евангельские возрождения». Он редко говорил о религии, которая для него прежде всего означала этическое поведение по традиционным протестантским принципам.

## Военные звания и награды

### Звания
С 14 июня 1905 по 1911 год Трумэн служил в Национальной гвардии Миссури, а с апреля 1917 по 6 мая 1919 года – в американской армии. Впоследствии он оставался офицером запаса, пока 31 января 1953 года не вышел в отставку в звании полковника. Ему были присвоены следующие звания:
- Рядовой (1905);
- Капрал (1911);
- Первый лейтенант (22.06.1917)[95];
- Капитан (23.04.1918)[96];
- Майор (1920);
- Подполковник (1925);
- Полковник (1932)[97].

### Награды
- Медаль Победы в Первой мировой войне (1919);
- Медаль «За службу в резерве вооружённых сил»[98] (1958);
- Орден «За заслуги в создании государства» (1953, иностранный, Южная Корея).

## Память

### Оценки и историческое влияние
В 1962 году  в ходе опроса среди 75 историков, проведённого историком Артуром М. Шлезингером, Трумэн был включен в число «почти великих» президентов. После его смерти как среди историков, так и среди общественности произошла частичная реабилитация его наследия. Трумэн умер, когда нация была охвачена кризисами во Вьетнаме и Уотергейте, и его смерть привлекла новую волну внимания к его политической карьере. В начале и середине 1970-х годов Трумэн захватывал воображение народа так же, как и в 1948 году, на этот раз в образе своего рода политического народного героя, президента, который, как считалось, олицетворял честность и подотчетность, чего, по мнению многих наблюдателей, не хватало при Никсоне. Этой публичной переоценке способствовала популярность книги воспоминаний, которые Трумэн надиктовал журналисту Мерлу Миллеру при условии, что они будут опубликованы только после его смерти.
Распад Советского Союза в 1991 году побудил сторонников Трумэна потребовать оправдания его решений, принятых в послевоенный период. По словам биографа Трумэна Роберта Даллека, «его вклад в победу в холодной войне без разрушительного ядерного конфликта возвел его в ранг великого или почти великого президента» укрепил мнение о Трумэне как о высокоуважаемом руководителе. Историк Дэвид Маккалоу так описывает президентство Трумэна:
Сам Гарри Трумэн производил сильное и весьма неплохое впечатление жёсткого, заинтересованного и прямого лидера. Иногда он был вульгарным, часто партийным и обычно националистическим … С его точки зрения, Трумэна можно рассматривать как человека, который предотвратил наступление третьей мировой войны и сохранил от коммунистического гнета большую часть того, что он называл свободным миром. Однако очевидно, что ему в значительной степени не удалось достичь своей вильсоновской цели — обеспечить вечный мир, сделать мир безопасным для демократии и расширить возможности индивидуального развития на международном уровне.

### Названия

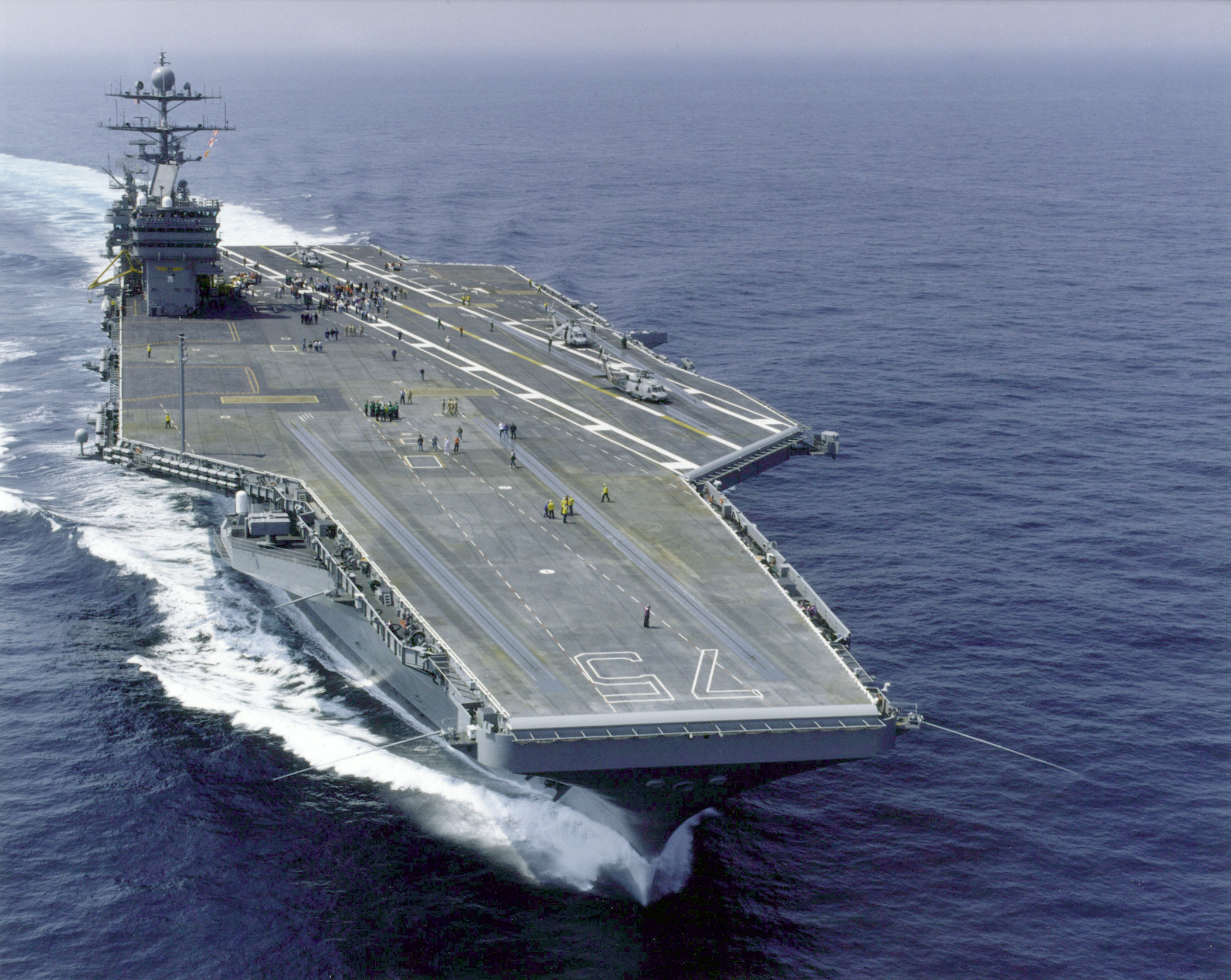
Авианосец USS Harry S. Truman (CVN-75) у берегов штата Виргиния на начальных ходовых испытаниях перед сдачей в эксплуатацию. 25 июля 1998

- Именем Гарри Трумэна назван авианосец ВМС США — USS Harry S. Truman (CVN-75).
- В память о поддержке, оказанной Трумэном образованному в 1948 году государству Израиль, его именем назван израильский населённый пункт Кфар-Трумэн.

### Образ в кинематографе
- Победа (СССР, 1984). В роли Трумэна — Альгимантас Масюлис.
- Трумен / Truman (США, 1995). В роли Трумэна — Гэри Синиз.
- Флаги наших отцов / Flags of Our Fathers (США, 2006). В роли президента Трумэна Дэвид Патрик Келли
- Оппенгеймер (США, 2023). В роли президента Трумэна — Гэри Олдмен.